# لورا سن جاکومو
لورا سن جاکومو (انگلیسی: Laura San Giacomo؛ زادهٔ ۱۴ نوامبر ۱۹۶۲) هنرپیشه اهل ایالات متحده آمریکا است. وی از سال ۱۹۸۷ میلادی تاکنون مشغول فعالیت بوده‌است.

## جوایز
بفتا:
کاندیدای بهترین بازیگر مکمل زن در سال ۱۹۸۹

## بخشی از فیلمشناسی
از فیلم‌ها یا برنامه‌های تلویزیونی که وی در آن نقش داشته‌است می‌توان به آثار زیر اشاره کرد.
- مایل‌ها دور از خانه (۱۹۸۸)
- سکس، دروغ و نوار ویدئویی (۱۹۸۹)
- کویگلی در استرالیا (۱۹۹۰)
- زن زیبا (۱۹۹۰)
- علائم حیاتی (۱۹۹۰)
- استوارت خانواده‌اش را نجات می‌دهد (۱۹۹۵)
- ایکوالایزر (۱۹۸۹)
- ورونیکا مارس (۲۰۰۶)
- نجات گریس (۲۰۱۰-۲۰۰۷)
- منتالیست (۲۰۱۳)
- فضول (۲۰۱۵)
- ان‌سی‌آی‌اس (۲۰۱۶)